# Лен Дејтон
Лен Дејтон (енг. Len Deighton; Лондон, 18. фебруар 1929) је британски писац који је стекао популарност пишући шпијунске романе.  

## Младост
Лен Дејтон је рођен у дистрикту Мерилбоун у Лондону 18. фебруара 1929. Отац му је радио као возач, а мајка као куварица. 
Када је имао 11 година, присуствовао је хапшењу једне жене коју су британске власти осумњичиле да шпијунира за нацисте. Дејтон је касније изјавио да је овај догађај знатно утицао на његову одлуку да се опроба у писању шпијунских романа. Када је имао 17 година, регрутован је у британско војно ваздухопловство где је радио као фотограф. По завршетку службе у војсци, 1949. уписао је St. Martin’s Schools of Art у Лондону, а три године касније уписао је Royal College of Art, где је дипломирао 1955. године.
По завршетку студија, радио је као стјуард у једној британској авио компанији, а потом и као илустратор за неколико часописа. Такође је илустровао корице за велики број књига.

## Књижевни рад
Лен Дејтон је написао свој први роман The Ipcress File за време свог боравка у области Дордоња на југозападу Француске 1960. године. Роман је објављен 1962. и доживео је комерцијални успех. Наредне године је објављен роман Horse Under Water, a 1964. је објављен роман Funeral in Berlin, који је постао бестселер. Роман Billion-Dollar Brain је објављен 1966. године и представља четврти роман у којем је главни протагонист неименовани британски тајни агент који води порекло из радничке класе и који има карактеристике књижевног антијунака.
Романи The Ipcress File, Funeral in Berlin и Billion-Dollar Brain су касније доживели своје филмске адаптације, а неименовани тајни агент из романа је у овим филмовима добио име Хари Палмер, док је његов лик у сва три филма тумачио Мајкл Кејн. Књижевни и филмски лик Харија Палмера, тајног агента чије се порекло везује за ниже слојеве британског друштва, је био драстична супротност лику тајног агента Џемса Бонда.
Дејтон се током седамдесетих година XX века, осим писања шпијунских романа, посветио и темама из Другог светског рата. У оквиру овог тематског опуса, између осталих дела, написао је роман Bomber, који је објављен 1970. године и који говори о британском борбеном авиону у мисији бомбардовања Немачке, и историјску књигу Fighter: The True Story of the Battle of Britain, која је објављена 1977. године и која обрађује тему ваздушне битке за Велику Британију у Другом светском рату.
У првој половини осамдесетих година XX века Дејтон је написао трилогију шијунских романа - Berlin Game (објављен 1983), Mexico Set (објављен 1984) и London Match (објављен 1985). Ови романи су постали бестселери, а у њима је Дејтон представио лик циничног и непослушног тајног агента Бернарда Самсона, који ради за британску обавештајну службу MI6. На ову трилогију се надовезује друга трилогија романа са Бернардом Самсоном као главним протагонистом - Spy Hook (објављен 1988), Spy Line (објављен 1989) и Spy Sinker (објављен 1990). Трећа и последња трилогија романа у којима је главни лик Бернард Самсон написана је и објављена у првој половини деведесетих година XX века и састоји се од романа Faith (објављен 1994), Hope (објављен 1995) и Charity (објављен 1996). Свих девет романа у којима се појављује лик Бернарда Самсона је доживело статус бестселера. 
Дејтоново за сада последње дело из сфере фикције је кратка прича Sherlock Holmes and the Titanic Swindle, објављена 2006. године у једној збирци детективских прича. 
Осим дела књижевне фикције и историјских књига, Лен Дејтон је написао и неколико књига из области кулинарства, а почетком шездесетих година XX века у часопису The Observer је илустровао стрип табле на тему кулинарства.

## Избор из бибилиографије
- - The Ipcress File, 1962
- - Horse Under Water, 1963
- - Funeral in Berlin, 1964
- - Action Cook Book: Len Deighton's Guide to Eating, 1965
- - Oų Est Le Garlic; or, Len Deighton's French Cook Book, 1965
- - The Billion Dollar Brain, 1966
- - An Expensive Place to Die, 1967
- -  London Dossier, 1967
- - The Assassination of President Kennedy, 1967
- - Len Deighton's Continental Dossier: A Collection of Cultural, Culinary, Historical, Spooky, Grim and Preposterous Fact, 1968 (compiled by Victor and Margaret Pettitt)
- - Only When I Larf, 1968
- - Bomber, 1970
- - Declarations of War, 1971
- - Close-Up, 1972
- - Spy Story, 1974
- - Yesterday's Spy, 1975
- - Twinkle, Twinkle, Little Spy, 1976
- - Fighter: The True Story of the Battle of Britain, 1977
- - Airshipwreck, 1978
- - SS-GB: Nazi-Occupied Britain 1941, 1978
- - Blitzkrieg: From the Rise of Hitler to the Fall of Dunkirk, 1979
- - Battle of Britain, 1980
- - XPD, 1981
- - Goodbye Mickey Mouse, 1982
- - Berlin Game, 1983
- - Mexico Set, 1984
- - London Match, 1985
- - Winter: A Berlin Family 1899-1945, 1987
- - Spy Hook, 1988
- - ABC of French Food, 1989
- - Spy Line, 1989
- - Spy Sinker, 1990
- - MAMista, 1991
- - City of Gold, 1992
- - Violent Ward, 1993
- - Anton Edelmann Creative Cuisine: Chef's Secrets from the Savoy, 1994
- - Faith, 1994
- - Hope, 1995
- - Charity, 1996
- - James Bond: My Long and Eventful Search for His Father by Len Deighton (2012)